# Veratrum oxysepalum
Veratrum oxysepalum är en nysrotsväxtart som beskrevs av Porphir Kiril Nicolai Stepanowitsch Turczaninow. Veratrum oxysepalum ingår i släktet nysrötter, och familjen nysrotsväxter. Inga underarter finns listade.

## Bildgalleri

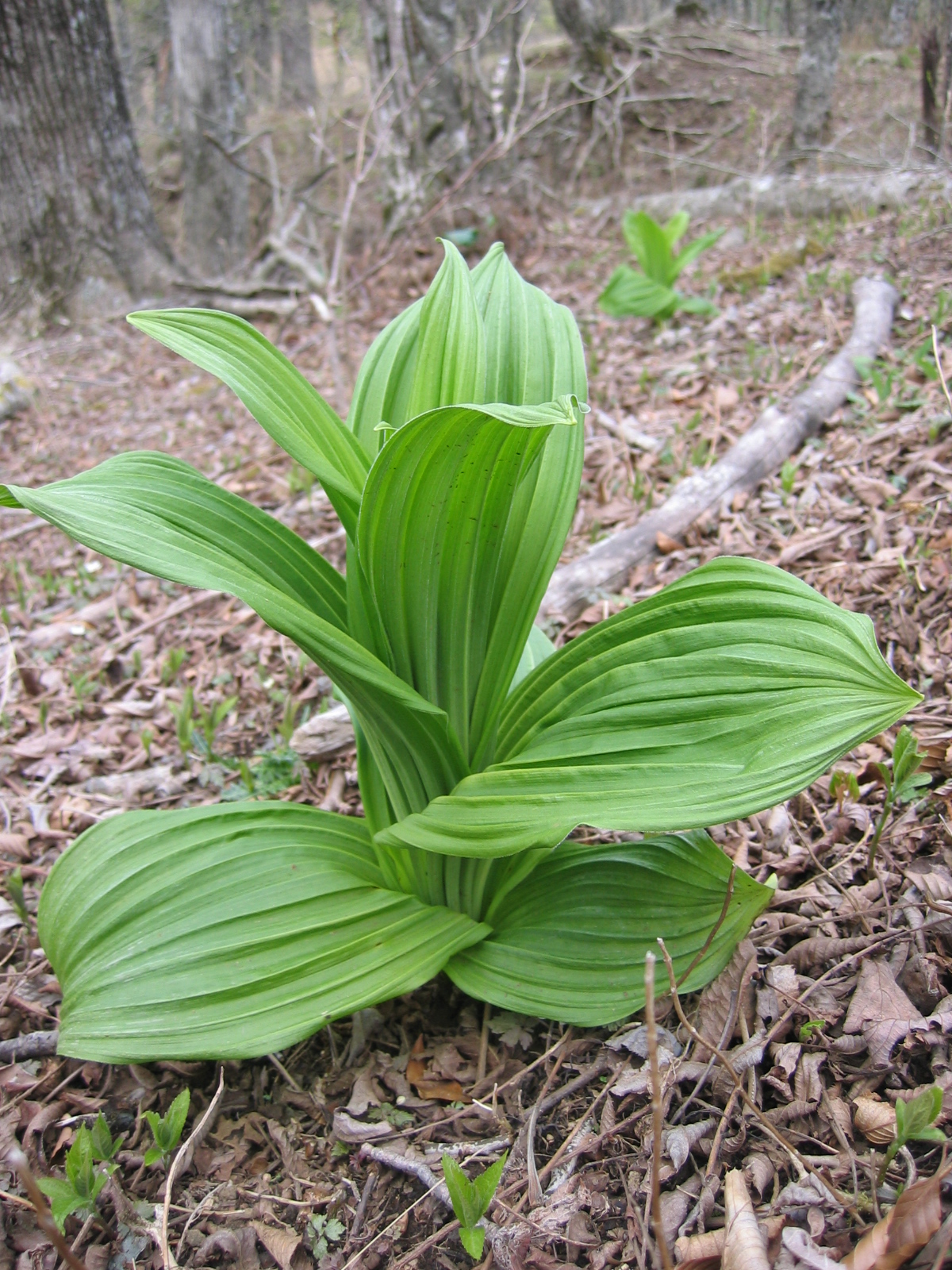
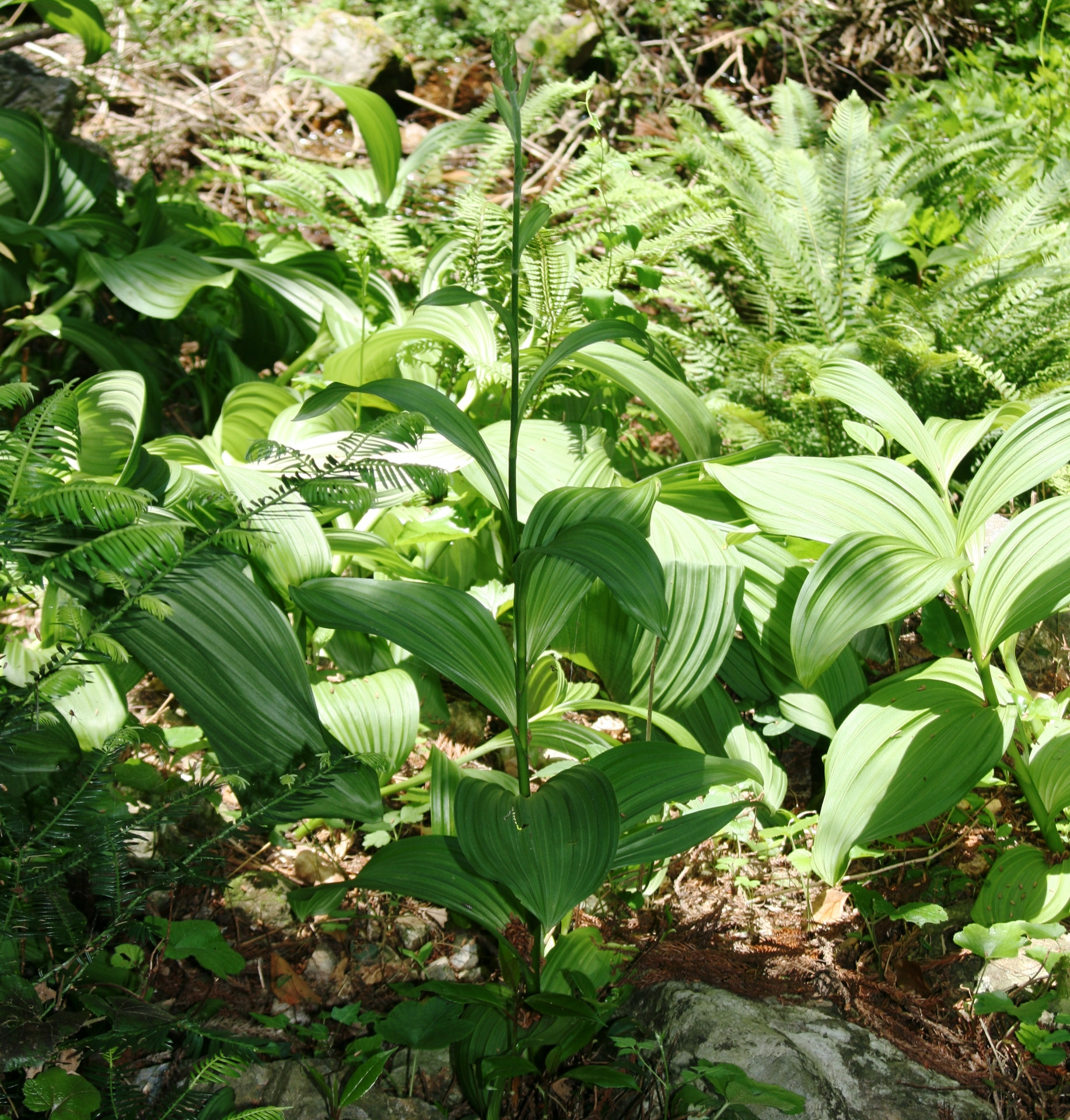
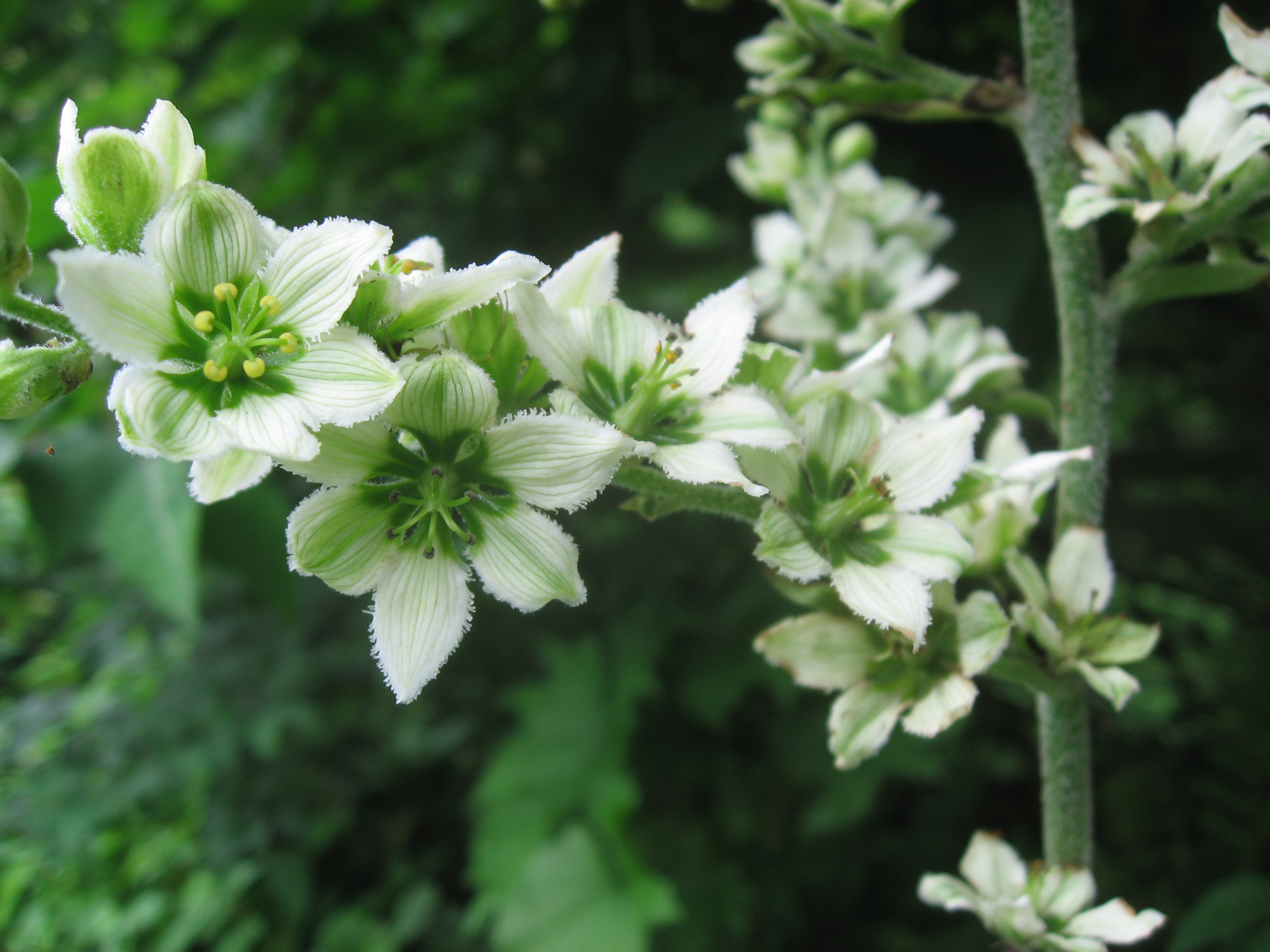
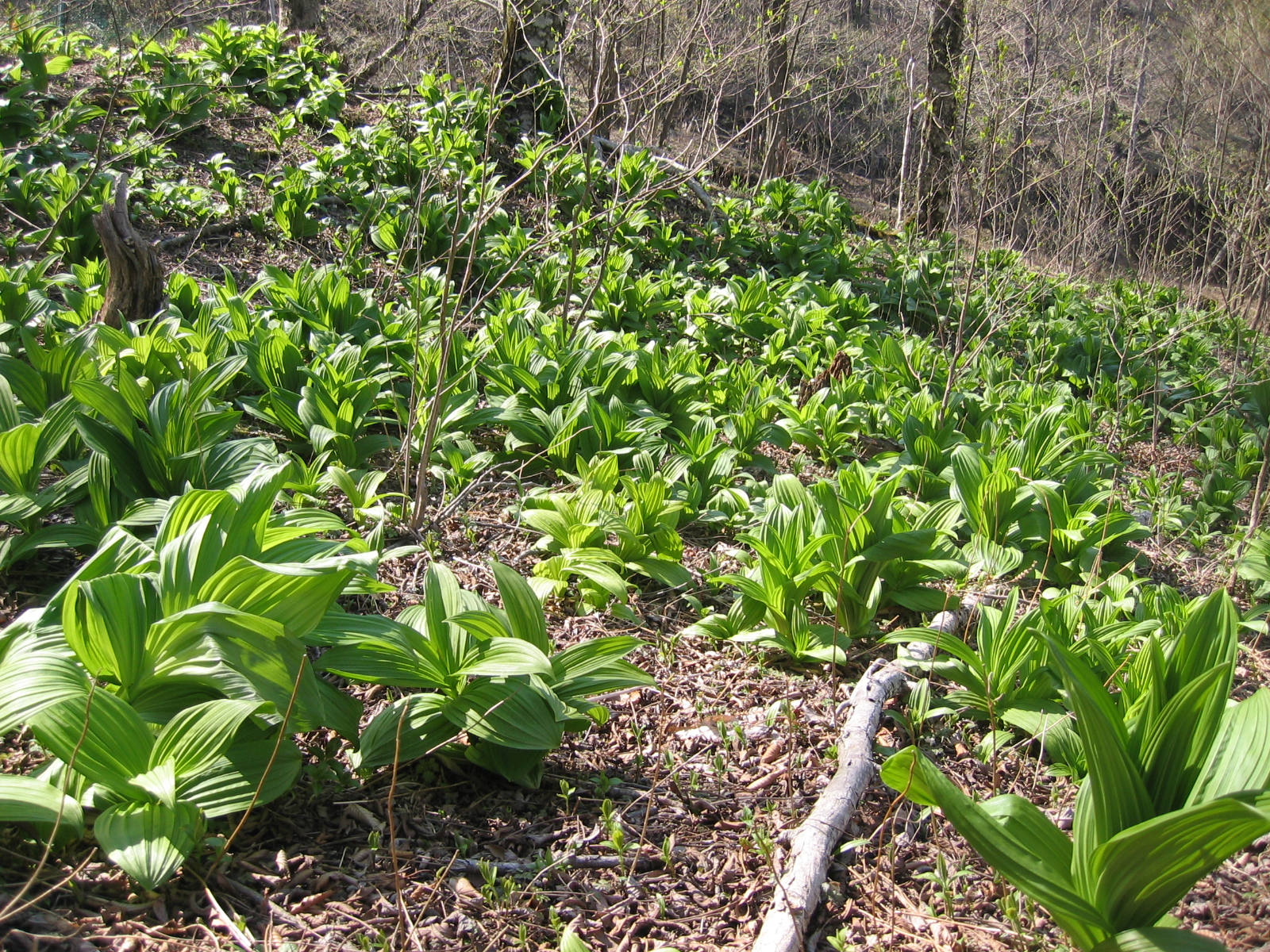
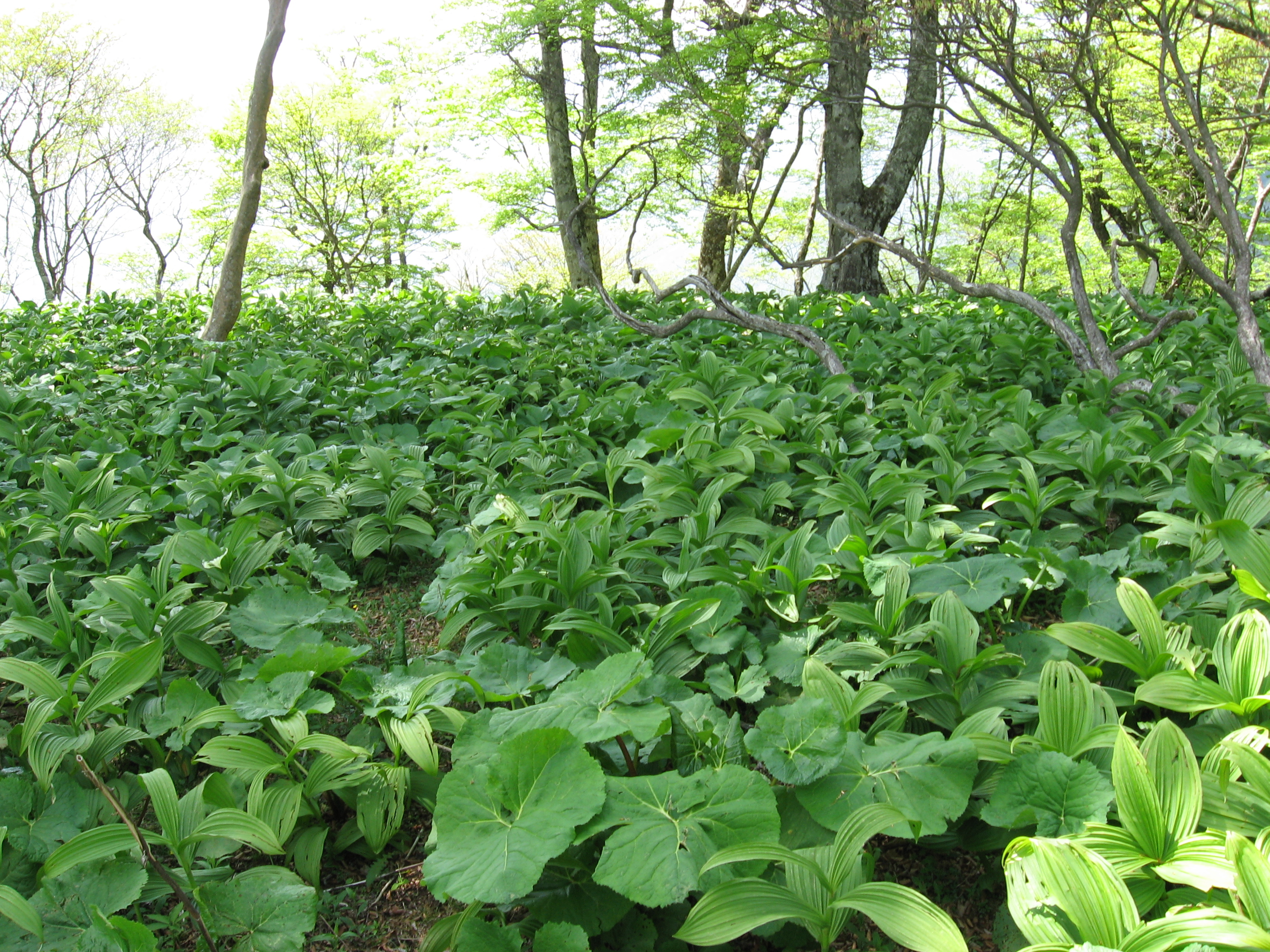
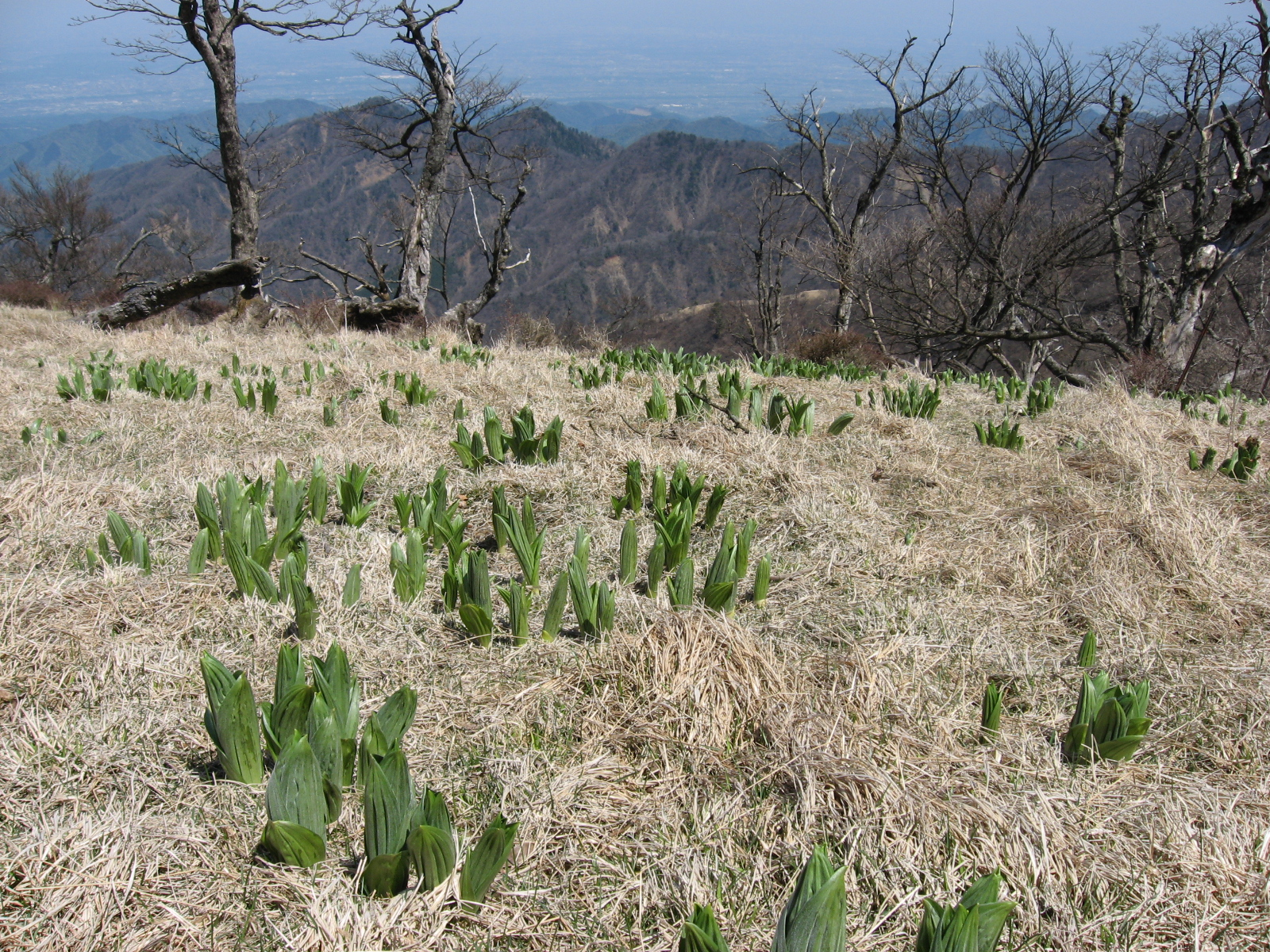